# La Drôme Classic 2019
La Drôme Classic 2019 var den 6. udgave af cykelløbet La Drôme Classic. Løbet var en del af UCI Europe Tour-kalenderen og blev arrangeret 3. marts 2019. Det blev vundet af franske Alexis Vuillermoz fra Ag2r-La Mondiale.

## Hold og ryttere
| UCI WorldTeams (2)- AG2R La Mondiale - Groupama-FDJ UCI Professionelle kontinentalthold (16)- Direct Énergie - Arkéa-Samsic - Cofidis, Solutions Crédits - Vital Concept-B&B Hotels - Androni Giocattoli-Sidermec - Wallonie Bruxelles - Roompot-Charles - Wanty-Groupe Gobert - Delko-Marseille Provence - Neri Sottoli-Selle Italia-KTM - Caja Rural-Seguros RGA - Israel Cycling Academy - Rally UHC Cycling - Riwal Readynez - Euskadi Basque Country-Murias - Burgos-BH UCI Kontinentalhold- Saint Michel-Auber 93 |
| |

### Danske ryttere
- Alexander Kamp kørte for Riwal Readynez Cycling Team
- Rasmus Quaade kørte for Riwal Readynez Cycling Team
- Troels Vinther kørte for Riwal Readynez Cycling Team
- Emil Vinjebo kørte for Riwal Readynez Cycling Team
- Andreas Kron kørte for Riwal Readynez Cycling Team

## Resultater
| \| Samlede stilling \| Samlede stilling \| Samlede stilling \| Samlede stilling \| Samlede stilling \| \| Rytter \| Rytter \| Hold \| Tid \| \| \| ---------------- \| ----------------- \| ----------------------------- \| ---------------- \| ---------------- \| \| 1. \| Alexis Vuillermoz \| AG2R La Mondiale \| 5t 06' 04" \| \| \| 2. \| Valentin Madouas \| Groupama-FDJ \| + 3" \| \| \| 3. \| Warren Barguil \| Arkéa-Samsic \| + 3" \| \| \| 4. \| Emil Vinjebo \| Riwal Readynez \| + 8" \| \| \| 5. \| Giovanni Visconti \| Neri Sottoli-Selle Italia-KTM \| + 13" \| \| \| 6. \| Arthur Vichot \| Vital Concept-B&B Hotels \| + 13" \| \| \| 7. \| Romain Bardet \| AG2R La Mondiale \| + 13" \| \| \| 8. \| Guillaume Martin \| Wanty-Gobert \| + 13" \| \| \| 9. \| Matteo Busato \| Androni Giocattoli-Sidermec \| + 13" \| \| \| 10. \| Kévin Le Cunff \| Saint Michel-Auber 93 \| + 13" \| \| |                   |                               |            |
| |                   |                               |            |
| Kilde: ProCyclingStats |                   |                               |            |
| Samlede stilling |                   |                               |            |
| Rytter | Rytter            | Hold                          | Tid        |
| 1. | Alexis Vuillermoz | AG2R La Mondiale              | 5t 06' 04" |
| 2. | Valentin Madouas  | Groupama-FDJ                  | + 3"       |
| 3. | Warren Barguil    | Arkéa-Samsic                  | + 3"       |
| 4. | Emil Vinjebo      | Riwal Readynez                | + 8"       |
| 5. | Giovanni Visconti | Neri Sottoli-Selle Italia-KTM | + 13"      |
| 6. | Arthur Vichot     | Vital Concept-B&B Hotels      | + 13"      |
| 7. | Romain Bardet     | AG2R La Mondiale              | + 13"      |
| 8. | Guillaume Martin  | Wanty-Gobert                  | + 13"      |
| 9. | Matteo Busato     | Androni Giocattoli-Sidermec   | + 13"      |
| 10. | Kévin Le Cunff    | Saint Michel-Auber 93         | + 13"      |